# Colegiata Basílica de Santa María de la Aurora (Manresa)
La Colegiata Basílica de Santa María de la Aurora o, como se la denomina popularmente, La Seu, es el edificio más emblemático del gótico manresano. Corona el monte Cardener, cuna histórica de la ciudad, desde donde se contempla un magnífico panorama sobre el río, ocupando el espacio de construcciones religiosas y civiles más antiguas.
El título de Colegiata hace referencia al capítulo de canonjías que recoge (aunque fue suprimida en 1851, fue restaurada en 1884), mientras que la denominación de basílica corresponde al título otorgado en 1886 por el papa León XIII. En 1931 fue declarada monumento histórico.
A pesar de la creencia popular y de lo que insinúa la grandiosidad del edificio, no se trata ni se ha tratado nunca de una catedral ni tampoco concatedral, aunque se le conoce cabildo desde el siglo XI. Aún a día de hoy tiene algunos canónigos presididos por un rector-presidente al cargo de la parroquia.

## Historia

### Época prerrománica
La iglesia de Santa María de la Aurora de Manresa aparece documentada en el año 890. El 999, las tropas musulmanas de Al-Mansur la devastaron, lo mismo que hicieron con toda la ciudad. Fue en el año 1000 cuando, el conde Berenguer Ramón I, su madre, la condesa Ermesenda de Carcasona y Oliva, obispo de Vich, restituyeron la antigua dotación de la iglesia. Se deduce, por consiguiente que, antes de la construcción románica del siglo XI, precedente del actual edificio gótico, habían existido dos anteriores prerrománicas.
Por lo que concierne a los restos de esta época, destacan:
Del siglo XI, un conjunto de cuatro arcos apoyados en unas columnas dobles con capiteles ornamentados con elementos geométricos y vegetales, que correspondían a la galería dispuesta en forma de porche.
Del siglo XII, el portal, al lado de la puerta norte de la basílica y talla policromada representando a Cristo en la cruz, guardada en el Museo Histórico de la Seu.

### Época gótica

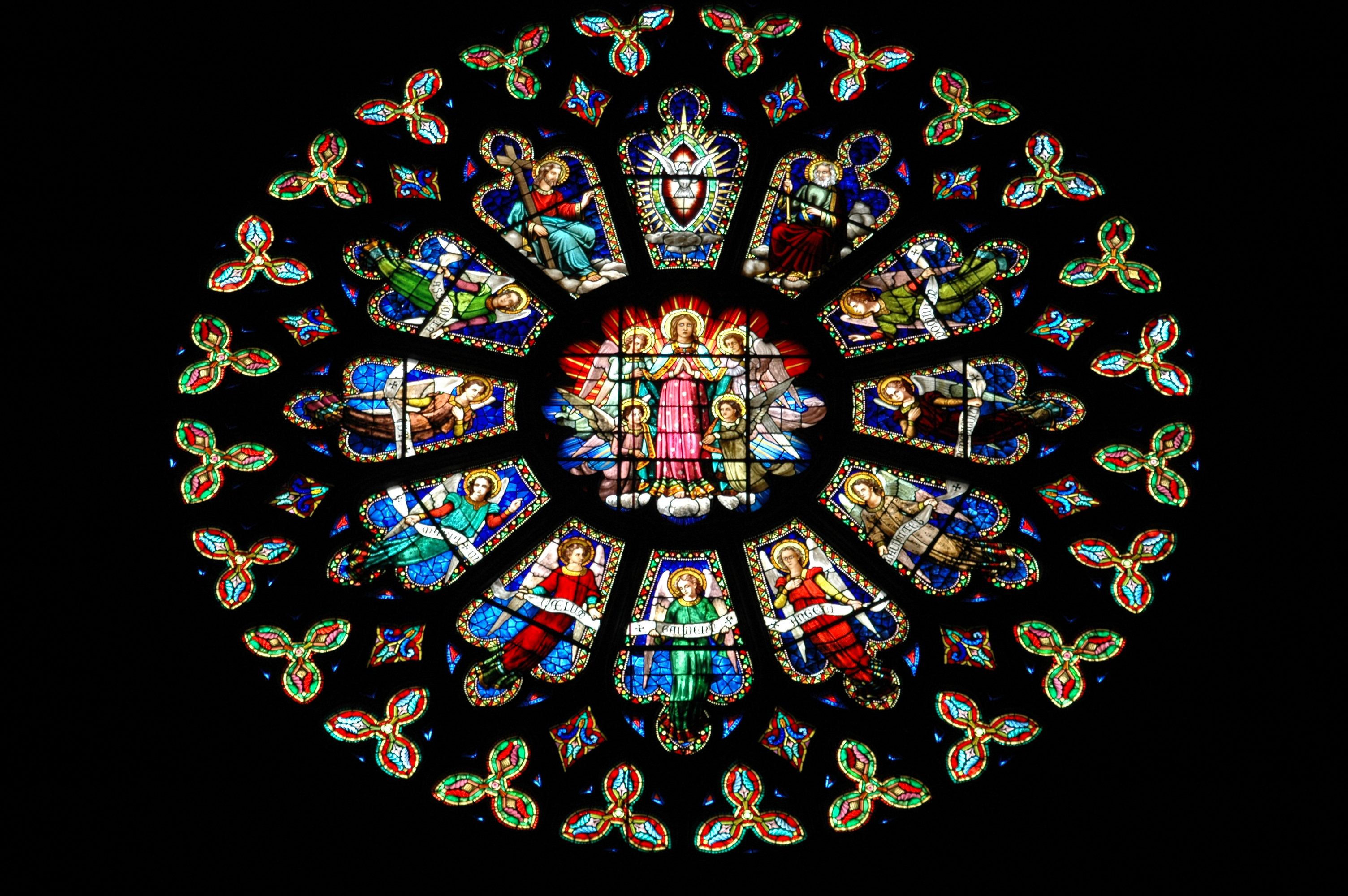
Vista interior del rosetón

La Seu se construyó en el mismo lugar en que estaba la antigua iglesia románica de Santa María, que se había quedado pequeña para una ciudad que experimentó un desarrollo extraordinario durante el siglo XIV.
Como todas las obras de este tipo los trabajos se prolongaron durante muchos años, con diversas fases de actividad y ralentización de las obras que, globalmente, no se pueden considerar parcialmente acabadas hasta el siglo XVI.
En 1322 se inicia su construcción contratando al arquitecto Berenguer de Montagut, maestro mayor de Santa María del Mar (Barcelona), del Carmen y del Puente Nuevo de Manresa, entre otras.
En 1328 se pone la primera piedra, empezando a trabajar por la parte del ábside con siete capillas radiales y los dos portales.
En una segunda fase constructiva (entre 1353 y 1425), se levantaron los tres tramos de la nave con sus capillas laterales. Los últimos años las obras fueron dirigidas por el maestro Arnau de Vallers con un largo período de inactividad en la fase más crítica del siglo XV.
Las obras se reemprendieron en 1480. El maestro Martí d'Ibar construyó los dos tramos que faltaban y el definitivo muro de poniente, con el gran rosetón.

### Época moderna

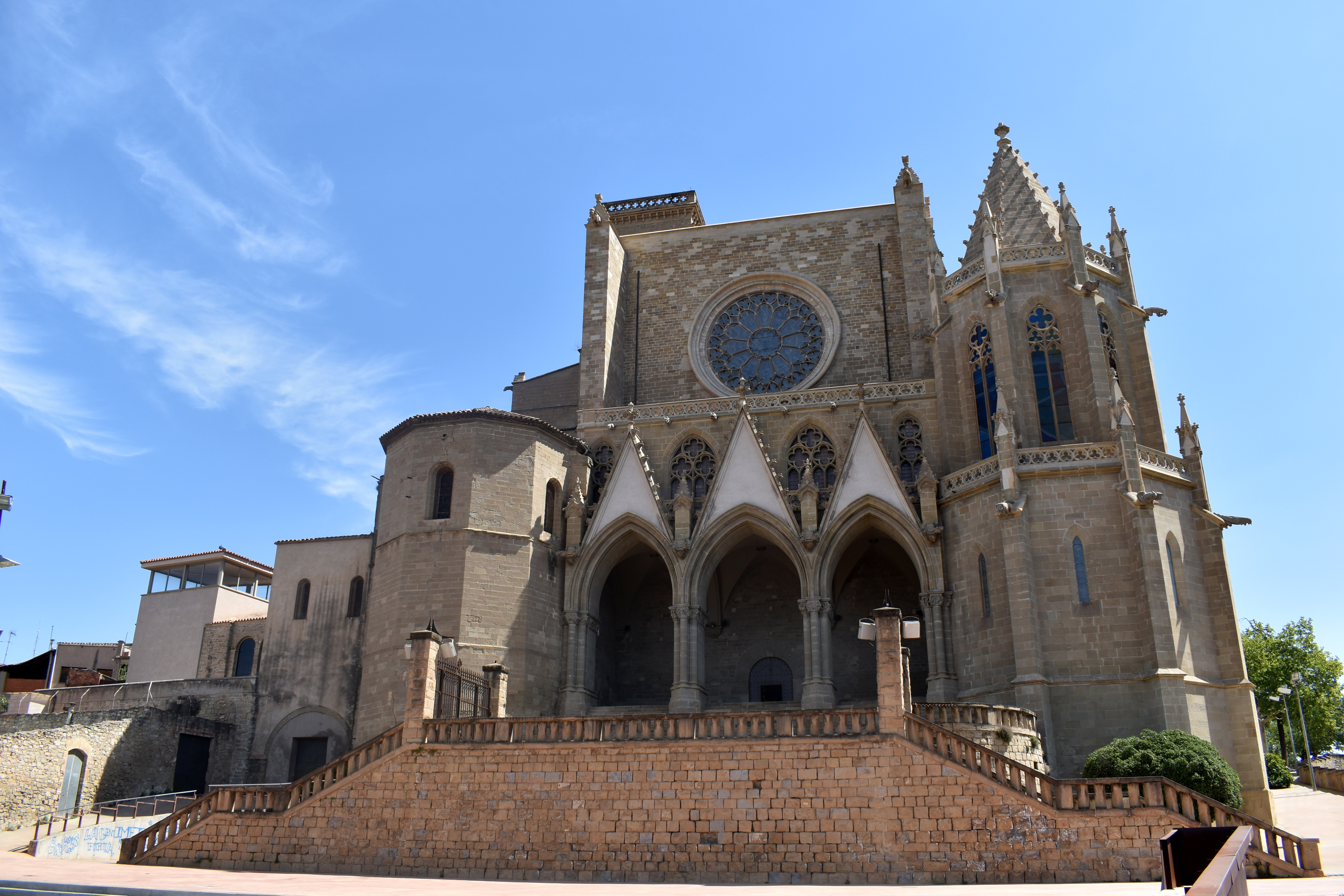
Fachada de la Seo

La cripta, construida en 1577 y ampliada recientemente, contiene las reliquias de los Cuerpos Santos de los patronos de la ciudad: San Mauricio, San Fructuoso y Santa Inés y está decorada con esculturas de alabastro, obra de Jaume Padró (1781)
El campanario, de sección cuadrangular, data de 1592.
La capilla del Santísimo, de estilo renacentista, fue inaugurada en 1657.
El claustro actual es obra barroca, de principios del siglo XVIII.

### Época contemporánea
La fachada principal porticada y el baptisterio son de los años 1915-1934, realizadas según los proyectos de Alexandre Soler i March, interpretando una idea de Antoni Gaudí.

## La nave

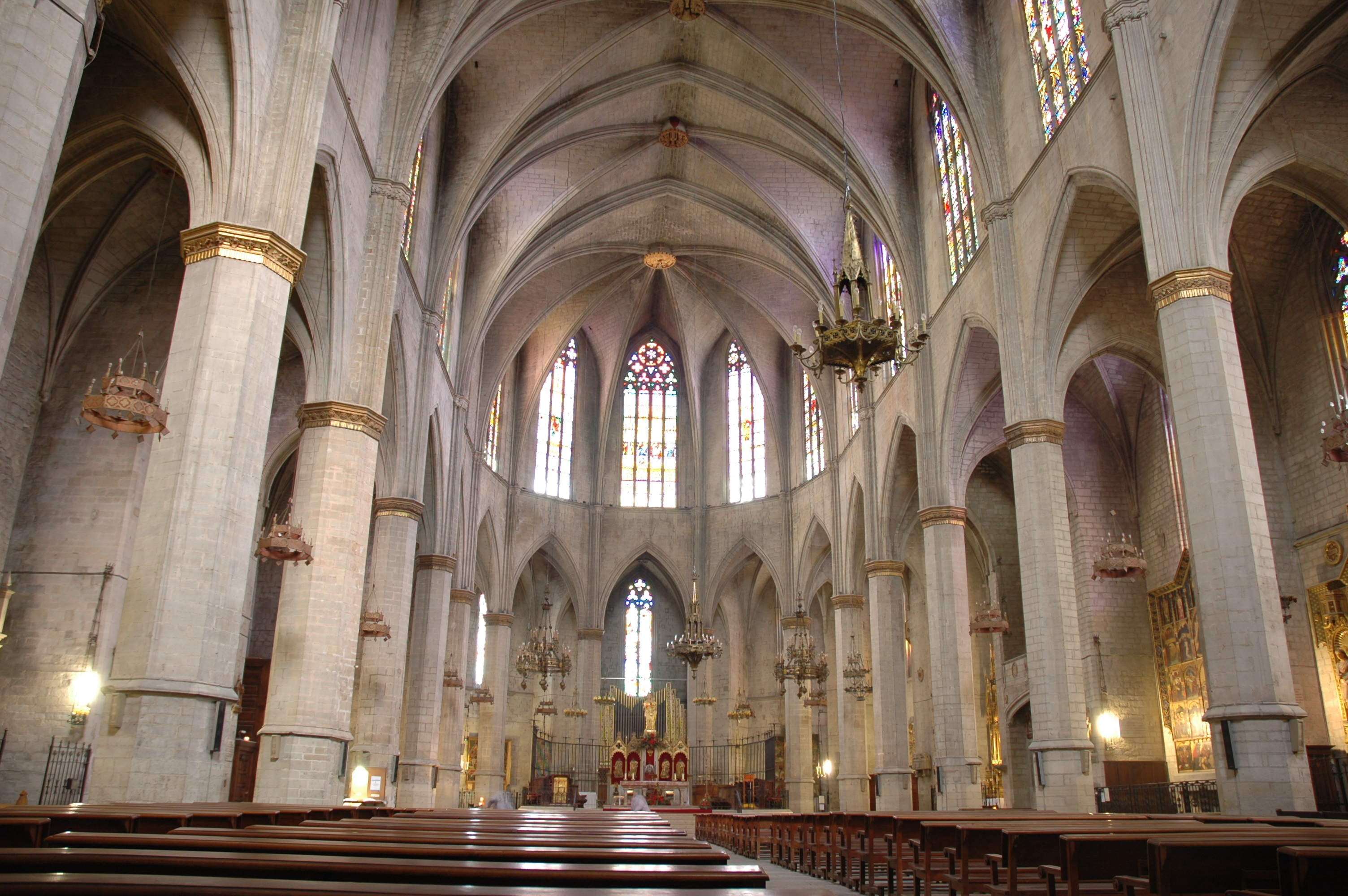
Vista de la nave central

De planta de salón, dividida internamente por dieciocho pilastras octogonales, coronadas con capiteles ornamentales de tema vegetal, y grandes vidrieras policromadas, es una caso notable de síntesis de estructuras propias de los templos de una y de tres naves en un mismo edificio. Destaca su gran amplitud interior entre columnas, el gran campanario cuadrado de más de 50 metros de altitud, los contrafuertes que dan solidez a todo el edificio y que permiten una doble hilera de grandes ventanales. Como curiosidad, uno de los contrafuertes, en la parte del ábside, tiene la forma de torre hexagonal y es conocida, popularmente, como el caracol de San Pedro.
Sus dimensiones son: 68 metros de largo y 33 de ancho total, 18 metros en la nave central que está flanqueada por dos naves más estrechas (7,5 metros). La estructura del edificio es de una única y amplia nave, sin transepto, con un ábside poligonal en la parte de levante y una girola alrededor del presbiterio. Al lado de la gran nave principal hay, a cada lado, unas capillas laterales de gran altura que se comunican entre sí por medio de unas arcadas. Se puede considerar como una de las naves más atrevidas y amplias del gótico, un estilo austero y horizontal, con pocos elementos ornamentales que interrumpan la verticalidad.

## Los retablos

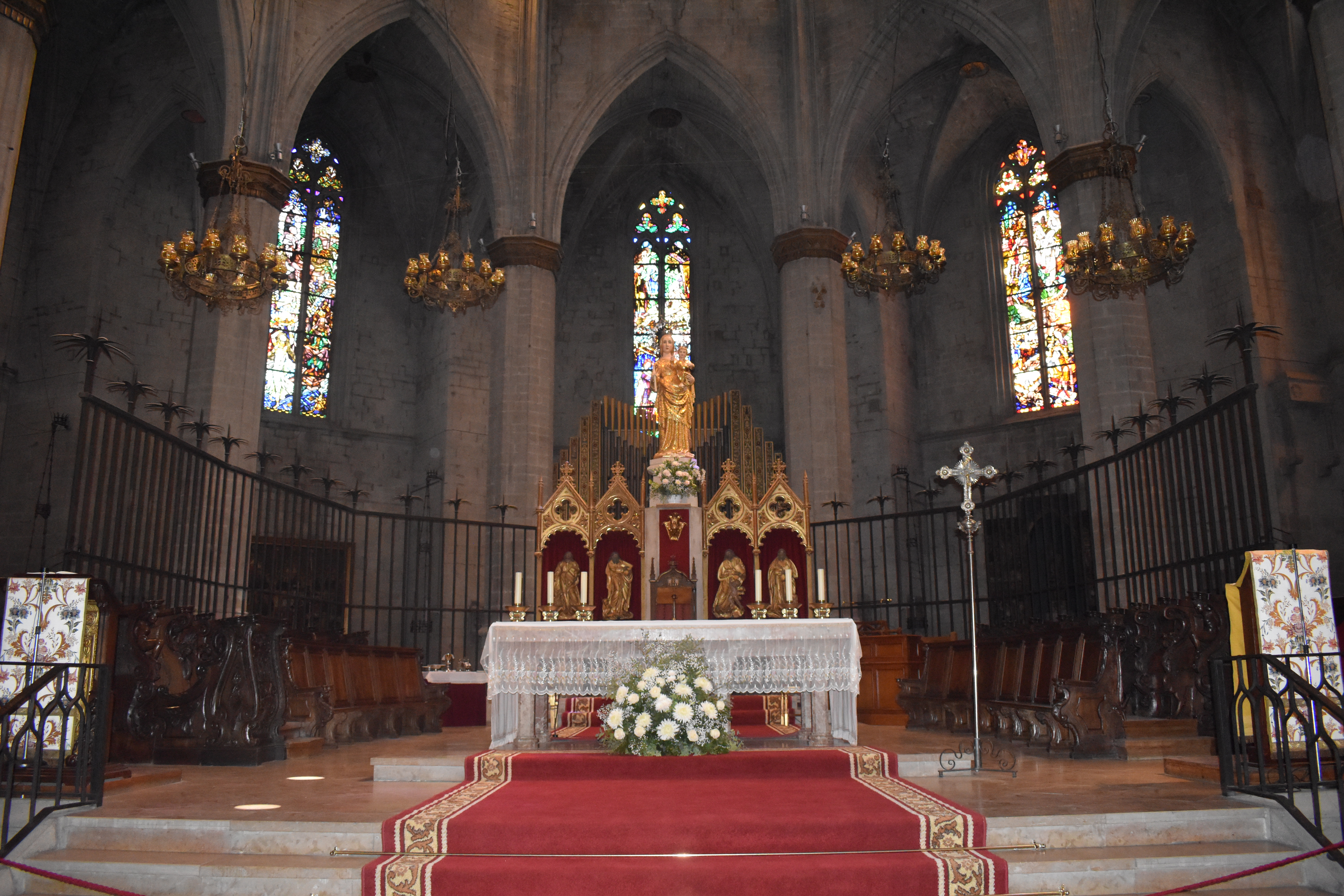
Altar central e imagen de Nuestra Señora de la Aurora

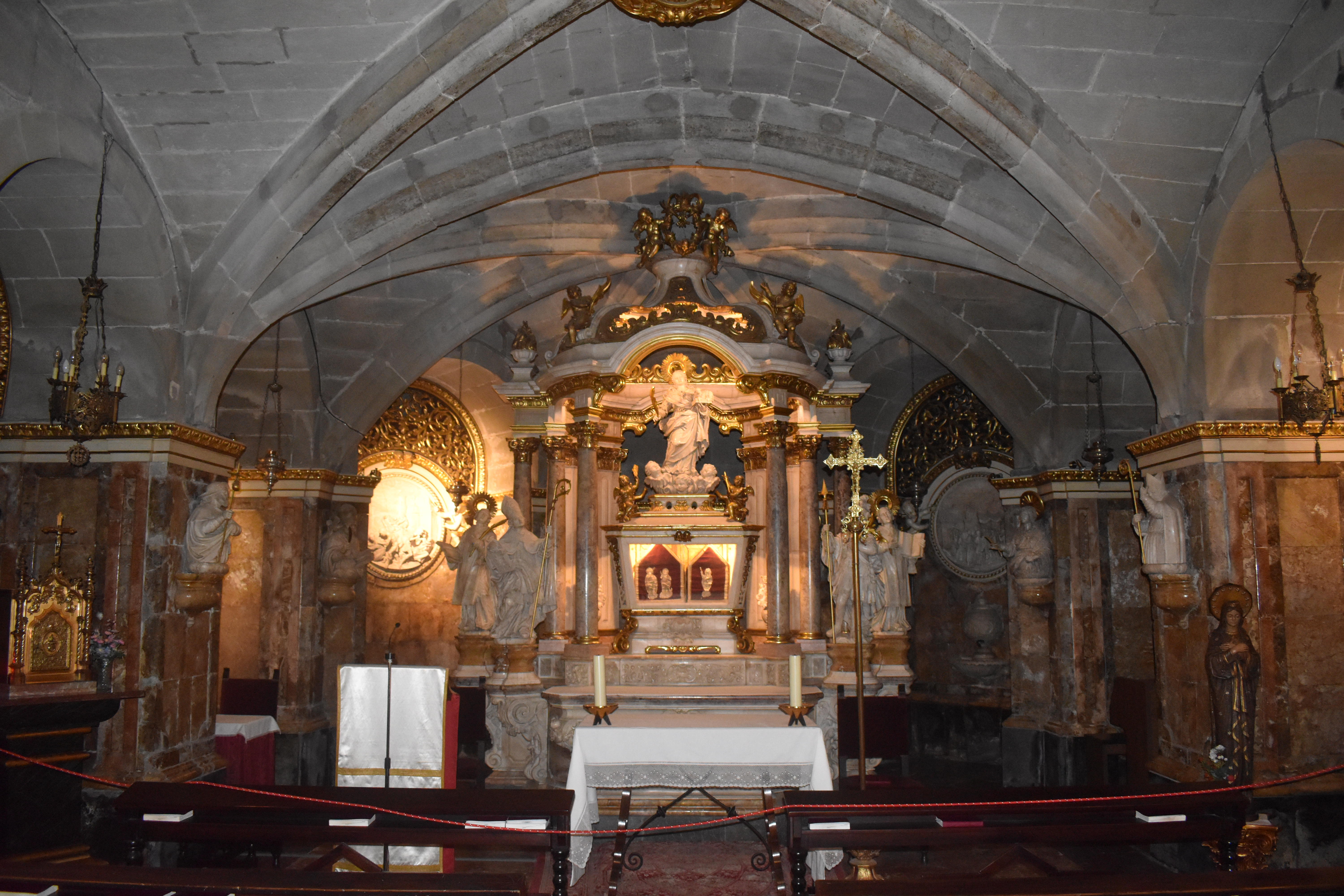
Cripta

En su interior, contiene diversos retablos góticos, alguno de ellos de un gran interés:
- El de San Marcos, de Arnau Bassa (1346)
- Retablo del Espíritu Santo, de Pere Serra (1394), que está considerado como una de las más valiosas creaciones de la pintura catalana del siglo XIV
- El de San Miguel y San Nicolás, de Jaume Cabrera (1406)
- Santísima Trinidad, la autoría de este retablo había sido atribuida a Gabriel Guàrdia hasta que en 2008 se publicaron los documentos notariales (contratos de 1506) que prueban la realización por Antoni Marquès.[4][5] La tabla central de la predela se conserva en el Museo Episcopal de Vich.[6]
- Cabe destacar un retablo florentino de lino bordado con seda y oro y una tabla pintada de Lluís Borrassà (1411)
- La imagen titular —Nuestra Señora de la Aurora— es una imitación de la que fue destruida por un incendio en 1979, que databa de finales del siglo XIV.